# Antonmaria Sauli
Antonmaria Sauli (ou Antonio Maria Sauli) (1541 - 24 de agosto de 1623) foi um arcebispo de Génova e cardeal italiano, decano do Colégio dos Cardeais nos últimos três anos de vida.

## Biografia
Sauli nasceu em Génova. Era membro da família Sauli, que, entre outros, teve três doges de Génova. Seu pai era Ottaviano Sauli e a mão chamava-se Giustiniana.
Estudou na Universidade de Bolonha e na Universidade de Pádua. Cedo trabalhou para a República de Génova e mais tarde para os Estados Pontifícios. Foi núncio apostólico em Portugal em 1579-1580, durante o reinado do Cardeal-rei D. Henrique.
Sauli foi arcebispo-coadjutor de Génova em 1585. No ano seguinte foi arcebispo de Génova, cargo que ocupou até 1591, embora tenha sido elevado a cardeal em 1587.
Em 18 de dezembro de 1587, foi criado cardeal pelo Papa Sisto V, recebendo o barrete cardinalício e o título de cardeal-presbítero de Santos Vital, Valéria, Gervásio e Protásio em 15 de janeiro de 1588.
Em 1620, torna-se Deão do Colégio dos Cardeais e cardeal-bispo de Óstia-Velletri. Foi co-presidente, com o cardeal Ludovico Ludovisi, da Congregatio Propaganda Fide, instituído pelo Papa Gregório XV em 22 de junho de 1622, ocupando o cargo até 12 de novembro.
O conclave de maio de 1605, foi derrotado porque havia um número suficiente de cardeais que estava convencido da necessidade de "um papa que queira punir os cardeais-sobrinhos por roubarem o papado".

## Conclaves
- Conclave de setembro de 1590 - participou da eleição do Papa Urbano VII.
- Conclave do outono de 1590 - participou da eleição do Papa Gregório XIV.
- Conclave de 1591 - participou da eleição do Papa Inocêncio IX.
- Conclave de 1592 - participou da eleição do Papa Clemente VIII.
- Conclave de março de 1605 - participou da eleição do Papa Leão XI.
- Conclave de maio de 1605 - participou da eleição do Papa Paulo V.
- Conclave de 1621 - participou como decano da eleição do Papa Gregório XV.
- Conclave de 1623 - participou como decano da eleição do Papa Urbano VIII.